# Satcam Boolell

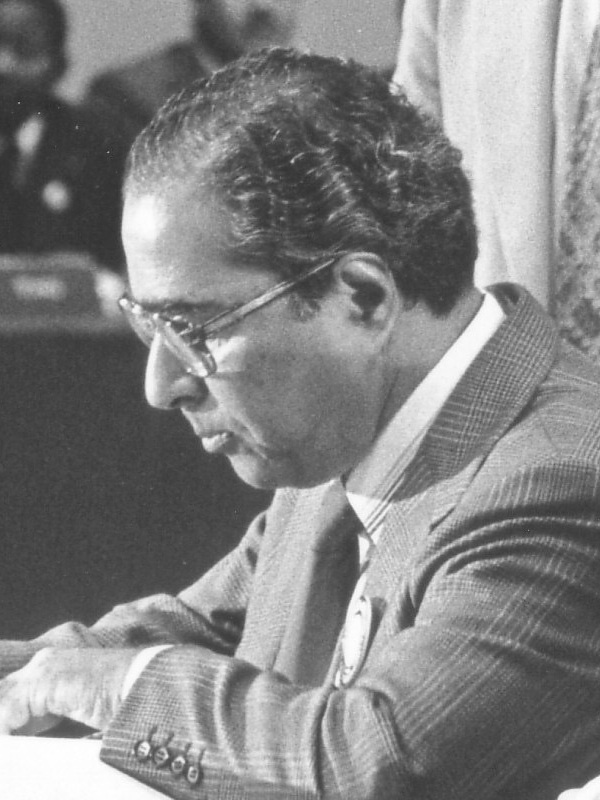
Boolell (1979)

Sir Satcam Boolell (* 11. September 1920 in New Grove, Distrikt Grand Port; † 23. März 2006 in Curepipe, Distrikt Plaines Wilhems) war ein Politiker der Parti Travailliste aus Mauritius, der unter anderem zwischen 1986 und 1990 Außenminister war.

## Leben
Boolell wurde bei den Wahlen vom 27. August 1953 im Wahlkreis Moka-Flacq erstmals zum Mitglied des Legislativrates (Mauritius Legislative Council) gewählt. 1959 wurde er Minister für Landwirtschaft und natürliche Ressourcen der Regierung der britischen Kolonie Mauritius, deren Chefminister seit dem 26. September 1961 Seewoosagur Ramgoolam war, und bekleidete dieses Amt bis 1967. Bei den Wahlen vom 7. August 1967 wurde er für die von Ramgoolam geführten Unabhängigkeitspartei zum Mitglied der Legislativversammlung gewählt und vertrat in dieser den Wahlkreis 10 Montagne Blanche and Grand River South East. Im Anschluss war er zwischen 1967 und 1968 Minister für Bildung und kulturelle Angelegenheiten.
Nach der Unabhängigkeit von Mauritius vom Vereinigten Königreich am 12. März 1968 wurde Boolell vom nunmehrigen Premierminister Ramgoolam als Minister für Landwirtschaft, natürliche Ressourcen und Kooperativen in dessen Regierung berufen und bekleidete dieses Amt bis 1974. Nach einer Kabinettsumbildung fungierte er von 1974 bis zum Ende von Ramgoolams Amtszeit am 16. Juni 1982 als Minister für Landwirtschaft, natürliche Ressourcen und Umwelt. Für seine Verdienste wurde er am 2. August 1977 zum Knight Bachelor geschlagen und führte fortan den Namenszusatz „Sir“. 1982 löste er Ramgoolam als Vorsitzender der Mouvement Socialiste Militant/Travailliste (MSM/PT) ab.
1983 wurde Boolell vom neuen Premierminister Anerood Jugnauth als Minister für Wirtschaftsplanung und Entwicklung in dessen Kabinett berufen und bekleidete dieses Ministeramt bis 1984. Nachdem er zwei Jahre nicht der Regierung angehörte, wurde er 1986 von Premierminister Jugnauth zum stellvertretenden Premierminister, Außenminister sowie zum Justizminister berufen und bekleidete diese Ämter bis 1990. Er gehörte der Legislativversammlung bis zu den Wahlen vom 15. September 1991 an.
Sein Sohn Arvin Boolell sowie sein Neffe Anil Gayan waren beide ebenfalls Außenminister.